# Hermitöarna

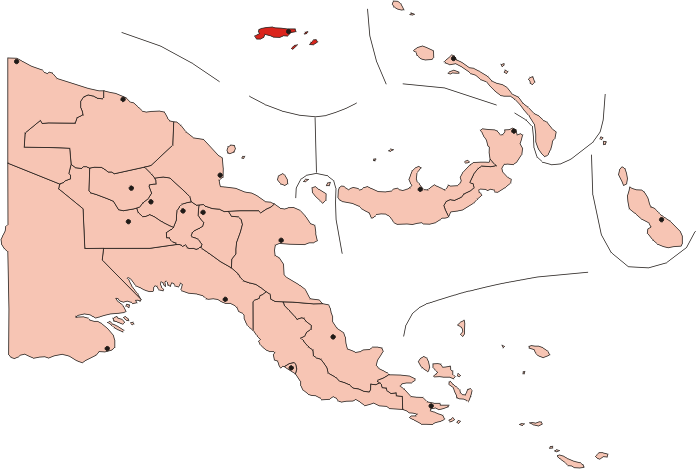
Lägeskarta.

Hermitöarna eller Luföarna (tidigare Agomes) är en ögrupp i Bismarckarkipelagen som tillhör Papua Nya Guinea i västra Stilla havet.

## Geografi
Hermitöarna utgör en del av  Manusprovinsen och ligger cirka 1000 km norr om Port Moresby ca 250 km från kusten och ca 200 km väster om huvudön  Manus bland de Västra Öarna i Bismarckarkipelagen. Dess geografiska koordinater är 1°24′ S och 144°50′ Ö.
Öarna är av vulkaniskt ursprung och bildar ett runt rev ca 22 km långt och ca 15 km brett. Den högsta höjden ligger på Jalun med cirka 244 m ö.h. Det finns två infarter till lagunen i västra resp nordvästra delen av revet.
Området omfattar ca 13 obebodda öar fördelade på
- Södra revet: Amot, Kocheran, Leabon, Makan, Pechu och Pianau.
- Nordvästra revet: Kena, Mono och Tatahau
- Östra revet: Akib, Pemei, Gochonsipi Norra och Södra, Jalun, Luf, Maron och Tset

## Historia
Euoropeerna upptäckte öarna 1781 genom den spanske kaptenen Francisco Antonio Maurelle på fartyget "Princessa".
Den franske sjöfararen  Bruny d'Entrecasteaux avled 1793 utanför ögruppen.
Området hamnade 1885 under tysk överhöghet och införlivades 1899 i området Tyska Nya Guinea och förvaltades av handelsbolaget Neuguinea-Compagnie.
Under första världskriget erövrades området 1914 av Australien som senare även fick officiellt förvaltningsmandat för hela Bismarckarkipelagen av Förenta Nationerna.
1942 till 1944 ockuperades området av Japan men återgick 1949 till australiskt förvaltningsmandat tills Papua Nya Guinea blev självständigt 1975.